# Сезарш
Сезарш (фр. Césarches) насеље је и општина у источној Француској у региону Рона-Алпи, у департману Савоја која припада префектури Албервил.
По подацима из 2011. године у општини је живело 399 становника, а густина насељености је износила 137,59 становника/km². Општина се простире на површини од 2,9 km². Налази се на средњој надморској висини од 420 метара (максималној 964 m, а минималној 347 m).

## Демографија
| 1962. | 1968. | 1975. | 1982. | 1990. | 1999. | 2011. |
| ----- | ----- | ----- | ----- | ----- | ----- | ----- |
| 253   | 278   | 289   | 300   | 325   | 357   | 399   |

График промене броја становника у току последњих година